# Marion de Lorme (Hugo)
Marion de Lorme je romantická veršovaná tragédie o pěti jednáních francouzského prozaika, dramatika a básníka Victora Huga. Hra vznikla již roku 1829 pod názvem Souboj za Richelieua (Un duel sous Richelieu), její uvedení bylo však cenzurou zakázáno pro kritické zobrazení krále Ludvíka XIII. jako slabého a pověrčivého člověka, které by údajně mohlo vyvolat útoky „proti trůnu a církvi". Nepomohla ani Hugova audience u krále Karla X., který zákaz potvrdil a jako odškodnění navrhl Hugovi zvýšit královskou penzi, což Hugo rozhořčeně odmítl. Uvedení hry umožnilo až uvolnění poměrů ve Francii po Červencové revoluci roku 1830. Pro premiéru změnil Hugo název hry na Marion de Lorme.
Hra je založena na principu všemocnosti lásky, schopné vykoupit i ztraceného člověka. Francouzská kurtizána Marion de Lorme (1613–1650) je ve hře láskou morálně očištěna. Jejím protipólem je děsivý symbol absolutismu kardinál Richelieu, první ministr krále Ludvíka XIII.

## Obsah hry
Hra se odehrává roku 1638 a její hlavní postavou je francouzská kurtizána Marion de Lorme, známá pro své vztahy s významnými lidmi své doby. Zamiluje se však do venkovského důstojníka Didiera, který neví nic o její minulosti, a odejde s ním do Blois stranou královského dvora. Pak však do města přijede markýz de Saverne, dřívější Marionin milenec, který ji chce získat zpět. Mezi oběma muži dojde k souboji, které byly kardinálem Richelieuem zakázány. Jsou za to odsouzeni k smrti, a přesto, že se jim podaří nejprve uprchnout, jsou dopadeni. Král na přímluvu svého šaška L'Angelyho udělí nejprve odsouzencům milost, ale tu pak z obavy, co by tomu řekl kardinál, odvolá. Změní pouze způsob popravy z oběšení na stětí.
Marion chce zachránit život svého milence a stráví proto noc s královským soudcem. Didier se dozví o její minulosti a odmítne uprchnout za takovou cenu a navíc nyní Marion pohrdá. Na konci hry se objeví jako hlas z nosítek i Richelieu, ale i on odmítne udělit milost. Didier i de Saverne jsou popraveni, ale ještě před tím Didier Marion její minulost odpustí. Hluboká láska Marion k Diderovi jí tak vrací morální čistotu.

## Adaptace

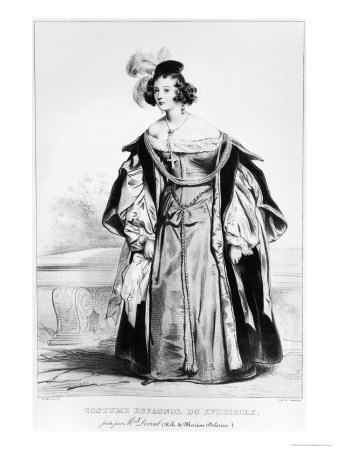
Francouzská herečka Marie Dorvalová jako Marion de Lorme při premiéře hry roku 1831, autor kresby Achille Devéria

### Hudba
- Marion Delorme (1862), opera italského skladtele Giovanního Bottesiniho.
- Marion Delorme (1885), opera italského skladatele Amilcara Ponchielliho.

### Film a televize
- Marion de Lorme (1912), francouzský němý film, režie Albert Capellani.
- Marion de Lorme (1918), francouzský němý film, režie Henry Krauss.
- Der rote Henker (1920, Rudý kat), německý němý film, režie Rudolf Biebrach.
- Marion Delorme (1967), francouzský televizní film, režie Jean Kerchbron.

## Česká vydání a inscenace
- Marion Delorme, inscenace Národního divadla v Praze, 1884, přeložil Jaroslav Vrchlický.[3]
- Marion de Lorme, Dilia, Praha 1959, přeložil Vladimír Mikeš.
- Marion de Lorme, obsaženo v knize Dramata, SNKLU, Praha 1964, přeložil Vladimír Mikeš.